# Film4 Productions
Film4 Productions es una productora de cine británica propiedad de Channel Four Television Corporation . La compañía ha sido responsable de respaldar muchas películas realizadas en el Reino Unido. La primera producción de la compañía fue Walter, dirigida por Stephen Frears , que se estrenó en 1982. Es especialmente conocida por sus películas descarnadas al estilo fregadero de cocina y su drama de época. Geffen Pictures

## Historia
Antes de 1998, la empresa se identificaba como Channel Four Films o FilmFour International . Originalmente era un representante de ventas. En 1987, FilmFour International firmó un acuerdo de licencia con Orion Classics para manejar la distribución de las dos películas de FilmFour, que son Rita, Sue and Bob Too y A Month in the Country, para todo el mercado teatral de los Estados Unidos.
Posteriormente, el equipo fue rebautizado como FilmFour , para coincidir con el lanzamiento de un nuevo canal de televisión digital del mismo nombre. La compañía recortó significativamente su presupuesto y personal en 2002, debido a las crecientes pérdidas, y se reintegró al departamento de drama de Channel 4. El nombre "Film4 Productions" se introdujo en 2006 para vincularlo con el relanzamiento del canal de transmisión FilmFour como Film4.
Tessa Ross fue directora de drama de Film4 y Channel 4 de 2002 a 2014.